# Borovitsji
Borovitsji (Russisch: Боровичи) is een stad in de oblast Novgorod, Rusland. Het is na Novgorod de grootste stad van die oblast. Het aantal inwoners ligt rond de 57.000. Borovitsji ligt aan de noordelijke uitlopers van de Waldajhoogte en is de grootste stad aan de rivier Msta, die vanaf de Waldajhoogte ontspringt. Het ligt 194 kilometer ten oosten van Novgorod.
De eerste schriftelijke vermelding van Borovitsji dateert uit 1495. In 1770, onder Catharina de Grote, kreeg het stadstatus. De stad ontleende zijn bestaan aan de Msta, een belangrijke transportroute tussen Centraal Rusland en de Oostzee. Dit is ook te zien aan het roer in het wapen van de stad. Toen halverwege de 19e eeuw de Wolga-Baltische waterweg en de spoorlijn Sint-Petersburg - Moskou eenmaal gereed waren, was de Msta economisch niet langer belangrijk.
De economie van Borovitsji kreeg in 19e eeuw nog een andere wending toen er in de buurt vuurklei ontdekt werd, uitstekende grondstof voor vuurvaste producten. In 1855 was de eerste steenfabriek actief. De industrie kreeg een extra impuls toen er in Borovitjsi een treinverbinding kwam naar Oeglovka, een station aan de spoorlijn Sint-Petersburg - Moskou. Vandaag de dag is de helft van de beroepsbevolking nog steeds actief in de steenindustrie.
De beroemde generaal Aleksandr Soevorov (1729-1800) woonde enkele jaren in een landhuis niet ver van Borovitsji.
Bestuurlijk centrum: Veliki Novgorod 

Borovitsji · Cholm · Chvojnaja · Malaja Visjera · Okoelovka · Pestovo · Soltsy · Staraja Roessa · Tsjoedovo · Valdaj